# Roessko-Oestinskaja
De Roessko-Oestinskaja (Russisch: Русско-Устьинская) is een rivierarm in de monding van de rivier de Indigirka in het noordoosten van de Russische autonome republiek Sacha (Jakoetië). Samen met andere zijarmen (de Golyzjenskaja in het westen en de Nova, Srednjaja, Oelarova en Kolymskaja in het oosten) vormt ze de 7600 km² grote Indigirkadelta. De zijarm wordt periodiek gebruikt door de scheepvaart vanuit het nabijgelegen gelijknamige dorp Roesskoje Oestje.

## Loop
De zijarm takt op 130 kilometer van de monding van de Indigirka af van de hoofdarm naar het noorden. Bij het passeren van de meren Cholmysjkovo en Tolstinskaja Lajda op de rechteroever, maakt het kanaal een meander van 180 graden, die op natuurlijke wijze is doorbroken door een nieuwe loop: de Zjeleznaja ("ijzerkanaal").
Aan linkerzijde stromen vervolgens de kleine zijarmen Koestinskaja en Verchne-Kamtsjadalskaja binnen en 2 kilometer verder stroomafwaarts de rivier Bjorjoloch (Jelon). Nog 10 kilometer verder stroomafwaarts stroomt de kleine zijarm Prostaja wederom aan linkerzijde in. 6 kilometer stroomafwaarts hiervan omstroomt de rivierarm het riviereiland Petroesjkin (waarbij het water aan rechterzijde van het eiland Kamennaja wordt genoemd). 5 kilometer stroomafwaarts van dit eiland stroomt vanaf links de zijarm Kanjoekov in gevolgd door de rivier Sjamanka. Direct stroomafwaarts daarvan ligt op de linkeroever het dorp Roesskoje Oestje, waarnaar de zijarm vernoemd is.
Verder stroomafwaarts stroomt vanaf rechts de zijarm Prorva, vanaf links de zijarm Karbysnaja en vanaf rechts de zijarmen Bolsjaja Fjodorovskaja en Nova en tegenover de laatstgenoemde zijarm de zijarm Doendoekova vanaf links.
Nabij de monding omstroomt de Roessko-Oestinskaja het riviereiland Tsjirilovski (waarbij het water aan rechterzijde van het eiland Kirigejeva wordt genoemd) en vervolgens het eiland Sypoetsjinski (waarbij het water aan rechterzijde van het eiland Chomotsjeva wordt genoemd). Tegenover het noordelijkste punt van Sypoetsjinski stroomt vanaf links de zijarm Malenkaja in.
In het estuarium van de zijarm liggen de eilanden Vaskin, Vankin, Koetavin, Taraskin en Oleni. Aan de monding ligt het eiland Vchodnoj, dat volledig in de Oost-Siberische Zee ligt.